# Accord de septième de dominante avec fondamentale
En harmonie tonale, un accord de septième de dominante avec fondamentale est un accord de quatre notes placé exclusivement sur le Ve degré des deux modes. Il est composé d'un accord parfait majeur et d'une septième mineure.
Lorsque cet accord parfait majeur est amputé de sa fondamentale, on a alors affaire à l'accord de septième de dominante sans fondamentale.
Clé de voûte de l'harmonie tonale, l'accord de septième de dominante — avec ou sans fondamentale — est d'un emploi considérablement plus fréquent que celui de la septième d'espèce.
Dans les cadences, la septième de dominante — avec ou sans fondamentale — est presque toujours utilisée en lieu et place de l'accord parfait de dominante. Dans la demi-cadence toutefois, l'emploi de l'accord de trois notes est souvent préféré.

## Appellation et chiffrage des divers états
Le chiffrage des quatre états de l'accord de septième de dominante ne comporte jamais d'altération : si une altération accidentelle se produit, celle-ci doit être déduite du chiffrage.

### Accord de septième de dominante fondamental
L'accord de septième de dominante fondamental est composé de :
- une basse fondamentale de l'accord, c'est-à-dire la dominante du ton,
- une tierce majeure (la tierce de la fondamentale de l'accord), c'est-à-dire la sensible du ton,
- une quinte juste (la quinte de la fondamentale), qui est aussi le second degré (sus-tonique II) du ton,
- une septième mineure (la septième de la fondamentale), qui est le quatrième degré du ton (sous-dominante IV).

Exemple : dans le ton de do (tonalités de do majeur et/ou do mineur) : sol, si, ré, fa, que l'on peut noter Sol7 dans la notation moderne.
- Il se chiffre : « 7 » et « + » (exemples A et B ; puis de G à X).

### Accord de quinte diminuée et sixte
L'accord de quinte diminuée et sixte est le premier renversement de l'accord complet de septième de dominante. Il est composé de :
- une basse (la tierce de la fondamentale, soit, la sensible),
- une tierce mineure (la quinte de la fondamentale),
- une quinte diminuée (la septième de la fondamentale)
- une sixte mineure (la fondamentale).

Exemple : si, ré, fa, sol.
- Il se chiffre : «6» et « 5 barré » (exemple C).

### Accord de sixte sensible
L'accord de sixte sensible est le deuxième renversement de l'accord complet de septième de dominante. Il est composé de 
- une basse (la quinte de la fondamentale),
- une tierce mineure (la septième de la fondamentale),
- une quarte juste (la fondamentale),
- une sixte majeure (la tierce de la fondamentale), c'est-à-dire la sensible.

Exemple : ré, fa, sol, si.
- Il se chiffre : « +6 » (exemples D et E).

### Accord de quarte sensible
L'accord de quarte sensible est le troisième renversement de l'accord complet de septième de dominante. Il est composé de 
- une basse (la septième de la fondamentale),
- une seconde majeure (la fondamentale),
- une quarte augmentée ou triton (la tierce de la fondamentale), soit la sensible,
- une sixte majeure (la quinte de la fondamentale).

Exemple : fa, sol, si, ré.
- Il se chiffre : « +4 » (exemple F).

## Préparation et résolution de la septième
Une des particularités de l'accord de septième de dominante est que sa septième n'a pas besoin d'être strictement préparée par mouvement oblique : le mouvement contraire est tout à fait possible.
- Le mouvement direct est également accepté, si l'une des deux parties procède par mouvement conjoint. Le mouvement direct est même toléré par mouvement disjoint à condition, d'une part que la septième ne soit pas renversée, d'autre part qu'un de ses deux pôles soit commun aux deux accords qui s'enchaînent.

Les septièmes parallèles par mouvement conjoint — dans le cas de deux accords de septième de dominante qui se succèdent — peuvent même être tolérées, mais jamais les secondes.
- Par ailleurs, quel que soit le mode de préparation, la septième doit toujours être résolue, régulièrement ou irrégulièrement.

Il faut noter au préalable que l'accord de septième de dominante contient deux notes attractives : d'une part, évidemment, sa septième — dissonance de l'accord — qui doit descendre au IIIe degré, d'autre part, sa tierce — c'est-à-dire, la sensible — qui simultanément doit monter à la tonique.

## Enchaînement ordinaire de la septième de dominante avec fondamentale
À cause de son caractère fortement tonal, l'enchaînement ordinaire de l'accord de septième de dominante se fait naturellement sur l'accord de tonique. Nous avons donc affaire dans ce cas, soit à une cadence parfaite (exemples A et B), soit à une cadence imparfaite (exemples C, D, E et F). Pendant que la tierce et la septième font leur mouvement obligé, la fondamentale et la quinte peuvent évoluer librement — elles vont le plus souvent à la tonique.
- La septième de dominante fondamentale peut produire la triade de tonique fondamentale ou bien, son deuxième renversement, mais pas son premier renversement, parce que, en descendant au IIIe degré, la dominante provoquerait la doublure d'une note résolutive par mouvement direct.

- Lorsque les deux accords se succèdent à l'état fondamental et que la sensible monte à la tonique, pour que l'enchaînement soit correct, l'un des deux accords doit être amputé de sa quinte (exemples A et B).

- Il convient de noter que dans l'accord de sixte sensible, la septième, au lieu de faire son mouvement obligé, peut, lorsque la basse monte conjointement, monter à la dominante, à condition toutefois, d'une part, que cette septième ne soit pas placée un ton au-dessous de la fondamentale, d'autre part, que cela ne provoque pas de quintes consécutives : cette licence permet d'éviter de doubler la basse de l'accord de sixte (exemple E).

- Exemples :

Dans ces exemples on est dans une tonalité majeure celle de do majeur. Il faudrait rajouter l'enchaînement ordinaire présent uniquement dans les morceaux en tonalité mineure. Par exemple en tonalité de do mineur la cadence qui caractérise le mode mineur est entre un accord de septième de dominante Sol7 et un accord de Dom. La tierce majeure de l'accord de Sol7 est la sensible accidentelle du mode mineur le si bécarre non conforme à l'armure (sib mib lab). Il faut noter que l'ordre est souvent inversé c'est-à-dire que l'accord mineur précède souvent l'accord de septième de dominante. Par exemple la mélodie principale de la nocturne n°1 en sib mineur de Chopin commence par la cadence Sibm et Fa7 où la base des deux arpèges est la tonique sib suivie de la dominante fa. Le glissement se fait plus haut entre le réb et la septième mib, et entre le sib et la tierce majeure la bécarre qui est la sensible de la tonalité mineure.

## Enchaînement exceptionnel de la septième de dominante avec fondamentale
Lorsque l'accord de septième de dominante fait un enchaînement exceptionnel, on aboutit à un degré autre que la tonique (exemples G et H), ou même, à un accord appartenant à une autre tonalité (exemples I et suivants). Un accord de septième de dominante donné peut en effet s'enchaîner à n'importe quel accord de trois, quatre ou cinq notes. On mesure aisément la puissance de modulation de ce type d'enchaînement.
Un enchaînement exceptionnel de la septième de dominante correspond bien sûr à une cadence rompue, ou cadence évitée.
- La sensible et la septième au lieu de faire leur mouvement obligé, pourront, soit rester en place par unisson juste ou seconde diminuée (exemple K), soit monter ou descendre d'un demi-ton ou d'un ton.

On peut remarquer dans les exemples P et Q, que la quinte de l'un des deux accords a été éliminée au profit de la doublure de la tierce, ceci, afin d'éviter des quintes parallèles.
On notera en outre que dans l'exemple P, c'est plus précisément la sensible — tierce de la septième de dominante — qui, de manière tout à fait exceptionnelle comme on sait, a été doublée.
Tout comme dans l'enchaînement de la cadence parfaite, et pour les mêmes raisons, lorsque deux accords fondamentaux de septième de dominante s'enchaînent par pas de quarte ascendante — ou quinte descendante —, l'un des deux doit être amputé de sa quinte pour que la progression soit correcte.
- Exemples :